# Сладковська сільська рада
Сладко́вська сільська рада (рос. Сладковский сельский совет) — сільське поселення у складі Ілецького району Оренбурзької області Росії.
Адміністративний центр та єдиний населений пункт — село Сладково.

## Населення
Населення — 721 особа (2019; 773 в 2010, 906 у 2002).